# Liste der Biografien/Cer
Liste der Biografien |
Portal Biografien |
Personensuche
# |
A |
B |
C |
D |
E |
F |
G |
H |
I |
J |
K |
L |
M |
N |
O |
P |
Q |
R |
S |
T |
U |
V |
W |
X |
Y |
Z |
?
 
Ca |
Cb |
Cc |
Ce |
Ch |
Ci |
Cj |
Ck |
Cl |
Cm |
Cn |
Co |
Cr |
Cs |
Ct |
Cu |
Cv |
Cw |
Cy |
Cz
 
Cea |
Ceb |
Cec |
Ced |
Cee |
Cef |
Ceg |
Ceh |
Cei |
Cej |
Cek |
Cel |
Cem |
Cen |
Ceo |
Cep |
Cer |
Ces |
Cet |
Ceu |
Cev |
Cey |
Cez
Die Liste der Biografien führt alle Personen auf, die in der deutschsprachigen Wikipedia einen Artikel haben. Dieses ist eine Teilliste mit 435 Einträgen von Personen, deren Namen mit den Buchstaben „Cer“ beginnt.

## Cer
- Cer[…], antiker römischer Toreut

### Cera
- Cera, Michael (* 1988), kanadischer SchauspielerMichael Cera (* 1988)

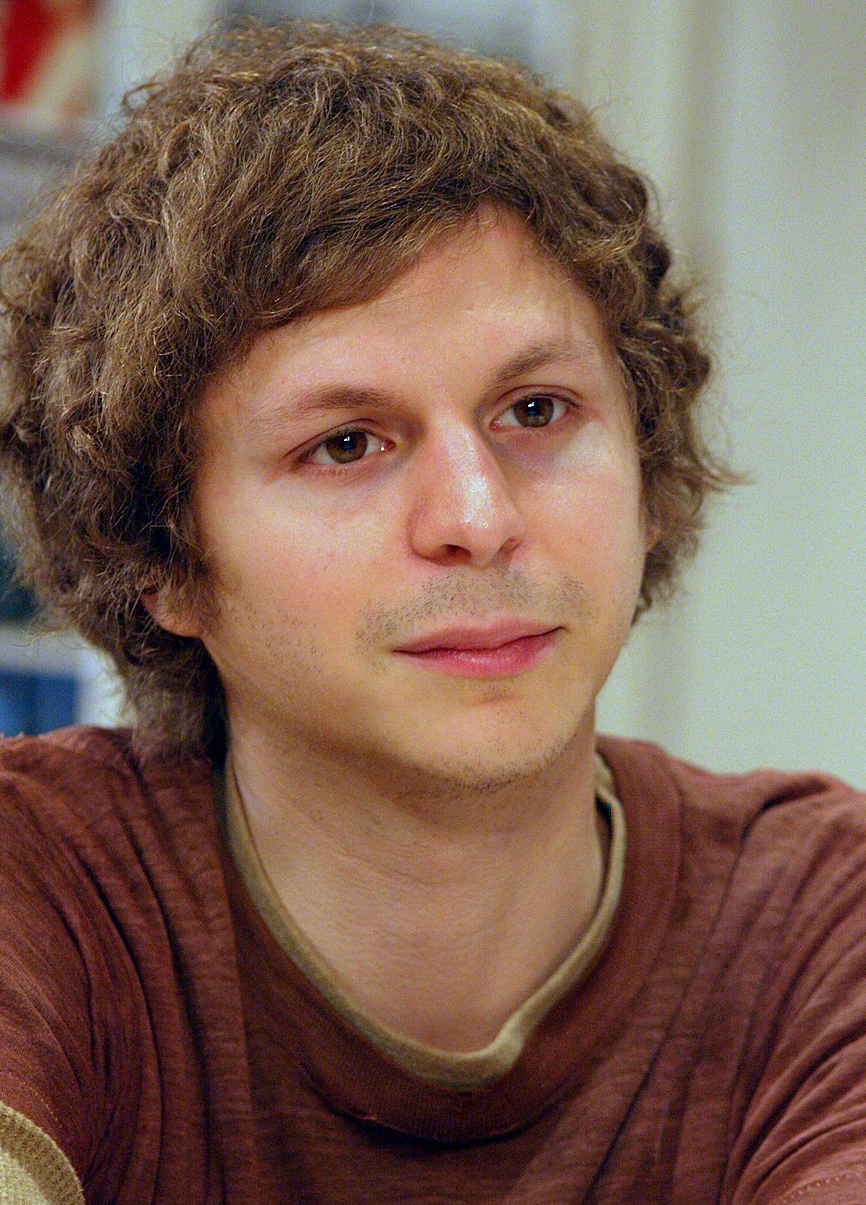
Michael Cera (* 1988)

- Cera, Pierluigi (* 1941), italienischer Fußballspieler
- Ceracchi, Giuseppe (1751–1801), italienischer Bildhauer
- Ceradelli, Alberto (* 1856), italienischer Geiger und Musikpädagoge
- Ceralová, Lucie (* 1976), tschechische Opernsängerin (Mezzosopran, Alt)
- Ceram, C. W. (1915–1972), deutscher Journalist und Wissenschaftsautor
- Ceramano, Charles-Ferdinand (1831–1909), belgischer Landschafts- und Tiermaler sowie Illustrator der Barbizon-Schule
- Cerami, Anthony (* 1940), US-amerikanischer Biochemiker
- Cerami, Pino (1922–2014), belgischer Radrennfahrer
- Cerami, Vincenzo (1940–2013), italienischer Schriftsteller, Dramaturg und Drehbuchautor
- Ćeramilac, Predrag (1944–2011), jugoslawischer Schauspieler
- Ćeran, Dragan (* 1987), serbischer Fußballspieler
- Ceranski, Dieter (* 1963), deutscher Fußballspieler
- Cerar, Miro (* 1963), slowenischer Jurist und Politiker
- Cerar, Miroslav (* 1939), jugoslawischer Kunstturner
- Cerasoli, Lilli (* 1932), italienische Schauspielerin
- Cerasuolo Stacey, Hugolino (1932–2019), ecuadorianischer Geistlicher, römisch-katholischer Bischof von Loja
- Cerasuolo, Maddalena (1920–1999), italienische Patriotin und antifaschistische Partisanin
- Cerati, Gustavo (1959–2014), argentinischer Rockmusiker und FilmkomponistGustavo Cerati (1959–2014)

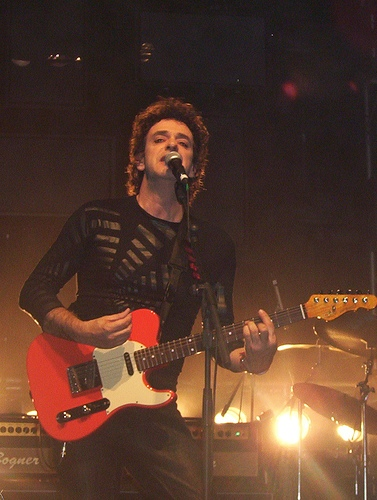
Gustavo Cerati (1959–2014)

- Cerati, Julián (* 1998), argentinischer Schauspieler
- Cerati, Umberto (1911–1994), italienischer Mittel- und Langstreckenläufer
- Cerato, Gastone (1900–1999), italienischer Ruderer

### Cerb
- Cerbe, Günter (* 1930), deutscher Ingenieurwissenschaftler
- Cerbone, Jason (* 1977), US-amerikanischer Schauspieler
- Cerboni, Marc (1955–1990), französischer Florettfechter
- Cerbonius (493–573), katholischer Heiliger
- Cerbonney, André (1900–1992), französischer Sprinter
- Cerbulis, Harijs (1909–1984), lettischer Fußballspieler und Basketballschiedsrichter

### Cerc
- Cercamon, Trobador
- Cercas Alonso, Alejandro (* 1949), spanischer Politiker (PSOE), Mitglied des Europäischen Parlaments
- Cercas, Javier (* 1962), spanischer Schriftsteller, Journalist und Professor für spanische Literatur
- Cercato, Simone (* 1975), italienischer Schwimmer
- Cerceau, Jean Androuet du (1585–1649), französischer Architekt
- Cerceau, Jean-Antoine du (1670–1730), französischer Jesuit, Dichter, Dramatiker und Literat
- Cercel, Ionuț (* 1996), rumänischer Sänger
- Cercha, Maksymilian (1818–1907), polnischer Landschaftsmaler
- Cerchio, Fernando (1914–1974), italienischer Regisseur, Filmeditor, Drehbuchautor und Filmproduzent
- Čerchlanová, Jozefína (* 1952), slowakische Mittelstreckenläuferin
- Cerci, Alessio (* 1987), italienischer Fußballspieler
- Cerci, Ferhat (* 1981), deutsch-türkischer Fußballspieler
- Cerci, Selina (* 2000), deutsche FußballspielerinSelina Cerci (* 2000)

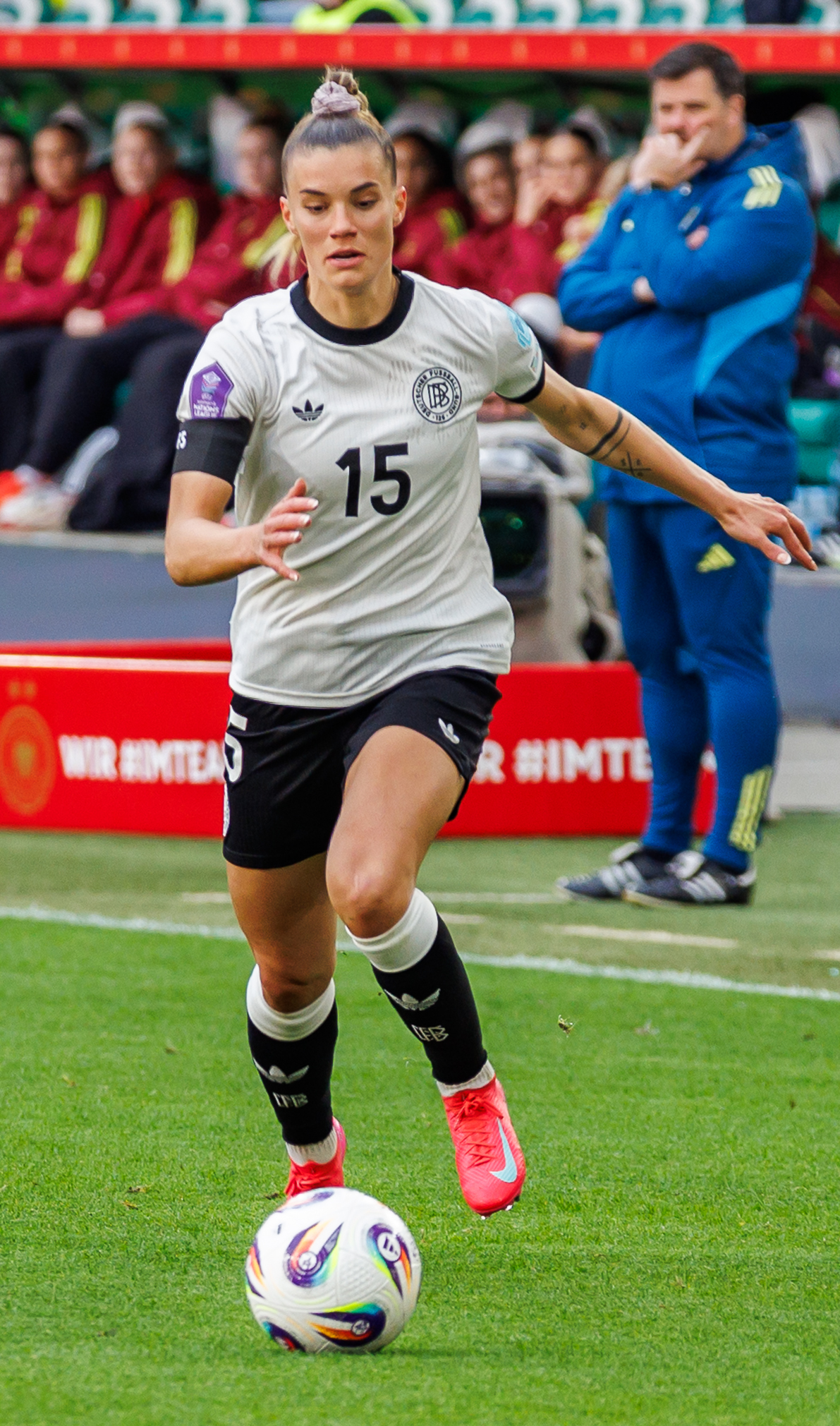
Selina Cerci (* 2000)

- Cercignani, Carlo (1939–2010), italienischer Mathematiker und Physiker
- Cercignani, Fausto (* 1941), italienischer Literaturwissenschaftler, Lyriker, Anglist und Germanist
- Çerçiyan, Hagop Vahram, türkischer Collegelehrer

### Cerd
- Cerda Arevalo, Paulina, chilenische Biathletin
- Cerda Sandoval Silva y Mendoza, Gaspar de la (1653–1697), Vizekönig von Neuspanien
- Cerdà Tarongí, Antonio (1944–2013), spanischer Radrennfahrer
- Cerda y Aragón, Tomás Antonio de la (1638–1692), Vizekönig von Neuspanien
- Cerda y Sotomayor, Cristóbal de la (* 1585), spanischer Jurist und Gouverneur von Chile
- Cerda, Carlos (1942–2001), chilenischer Schriftsteller
- Cerdá, Clotilde (1861–1926), spanische Harfenistin und Komponistin
- Cerda, Dahlia de la (* 1985), mexikanische Schriftstellerin und Bürgerrechtlerin
- Cerdà, Ildefons (1815–1876), spanischer Stadtplaner
- Cerda, Juan de la (1327–1357), spanischer Vogt
- Cerda, Juan Luis de la († 1643), spanischer katholischer Ordenspriester (Jesuit), klassischer Philologe und Vergil-Interpret
- Cerda, Manuel Antonio de la (1780–1828), Staatschef von Nicaragua
- Cerdan, Marcel (1916–1949), französischer Boxer und Weltmeister im MittelgewichtMarcel Cerdan (1916–1949)

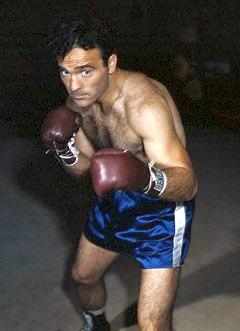
Marcel Cerdan (1916–1949)

- Cerdas, Sara (* 1989), portugiesische Ärztin und Politikerin (PSD), MdEP
- Cerdic, König von Wessex

### Cere
- Cerebotani, Luigi (1847–1928), Theologe und Philosoph
- Cereceda, Nelson (* 1991), chilenischer Fußballspieler
- Cereceda, Roberto (* 1984), chilenischer Fußballspieler
- Cereda, Luca (* 1981), Schweizer Eishockeyspieler
- Ceredig, Huw (1942–2011), walisischer Schauspieler
- Cereghini, Mario (1903–1966), italienischer Architekt, Maler und Kupferstecher
- Cerejeira, Manuel Gonçalves (1888–1977), portugiesischer Kardinal und Erzbischof von Lissabon
- Čerekas, Nikodemas (1905–1965), litauischer Fußballspieler
- Cerekwicka, Kasia (* 1980), polnische Sängerin
- Cerella, Bruno (* 1986), argentinisch-italienischer Basketballspieler
- Ćeremida, Samir, bosnischer Musiker, Bassist und Songwriter
- Ceremuga, Josef (1930–2005), tschechischer Komponist und Musikpädagoge
- Cerenicus († 669), Benediktiner und Einsiedler in Montguyon im Bistum Seez
- Cerentin, Fausto (* 1973), italienischer Grasskiläufer
- Cererols, Joan († 1680), spanischer Benediktiner und Komponist
- Ceresa, Alice (1923–2001), schweizerisch-italienische Autorin
- Ceresa, Annalisa (* 1978), italienische Skirennläuferin
- Ceresa, David (* 1986), italienischer Eishockeyspieler
- Ceresa, Patrick (* 1977), schweizerischer Basketballspieler
- Čerešňák, Peter (* 1993), slowakischer Eishockeyspieler
- Ceresola, Andrea, italienischer Architekt
- Ceresole, Norberto (1943–2003), argentinischer Soziologe, Militärberater und Politikwissenschaftler
- Cérésole, Paul (1832–1905), Schweizer Politiker
- Cérésole, Pierre (1879–1945), Schweizer Pazifist, Quäker, Mathematiker und Gründer des Service Civil International
- Ceresoli, Carlo (1910–1995), italienischer Fußballtorhüter
- Ceresoli, Lorenzo (1931–2024), italienischer römisch-katholischer Ordensgeistlicher, Apostolischer Vikar von Awasa
- Cereta, Laura (1469–1499), italienische Gelehrte und Schriftstellerin des Humanismus
- Ceretta, Diego (* 1996), italienischer Dirigent
- Ceretti, Stéphane (* 1973), französischer Visuelleffektdesigner
- Ceretti, Vittoria (* 1998), italienisches ModelVittoria Ceretti (* 1998)

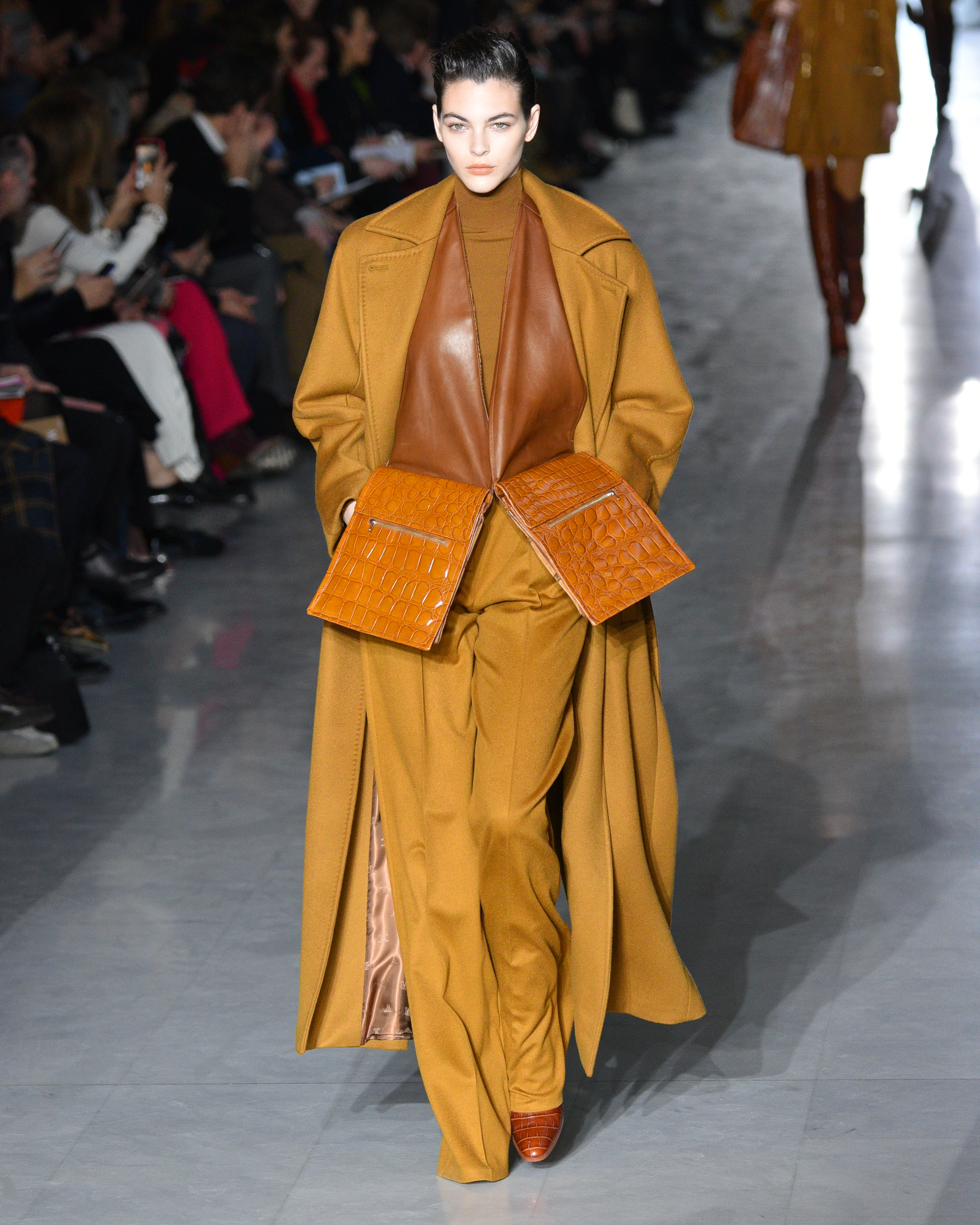
Vittoria Ceretti (* 1998)

- Cerezo Arévalo, Marco Vinicio (* 1942), guatemaltekischer Politiker, Präsident der Republik Guatemala (1986–1990)
- Cerezo, Adriana (* 2003), spanische Taekwondo-Sportlerin
- Cerezo, Joaquín (* 1994), chilenischer Fußballspieler
- Cerezo, Mateo der Jüngere (1637–1666), spanischer Maler
- Cerezo, Toninho (* 1955), brasilianischer Fußballspieler und -trainer
- Cerezo-Mota, Ruth, mexikanische Klimawissenschaftlerin

### Cerf
- Cerf, Bennett (1898–1971), US-amerikanischer Verleger und Autor
- Cerf, Camille (* 1994), französisches Model
- Cerf, Jean (* 1928), französischer Mathematiker
- Cerf, Karl Friedrich (1771–1845), deutscher Theaterleiter
- Cerf, Muriel (1950–2012), französische Schriftstellerin
- Cerf, Raphaël (* 1969), französischer Mathematiker
- Cerf, Rudolf (1811–1873), deutscher Theaterleiter
- Cerf, Vinton G. (* 1943), amerikanischer Informatiker, gilt als einer der Väter des InternetsVinton G. Cerf (* 1943)

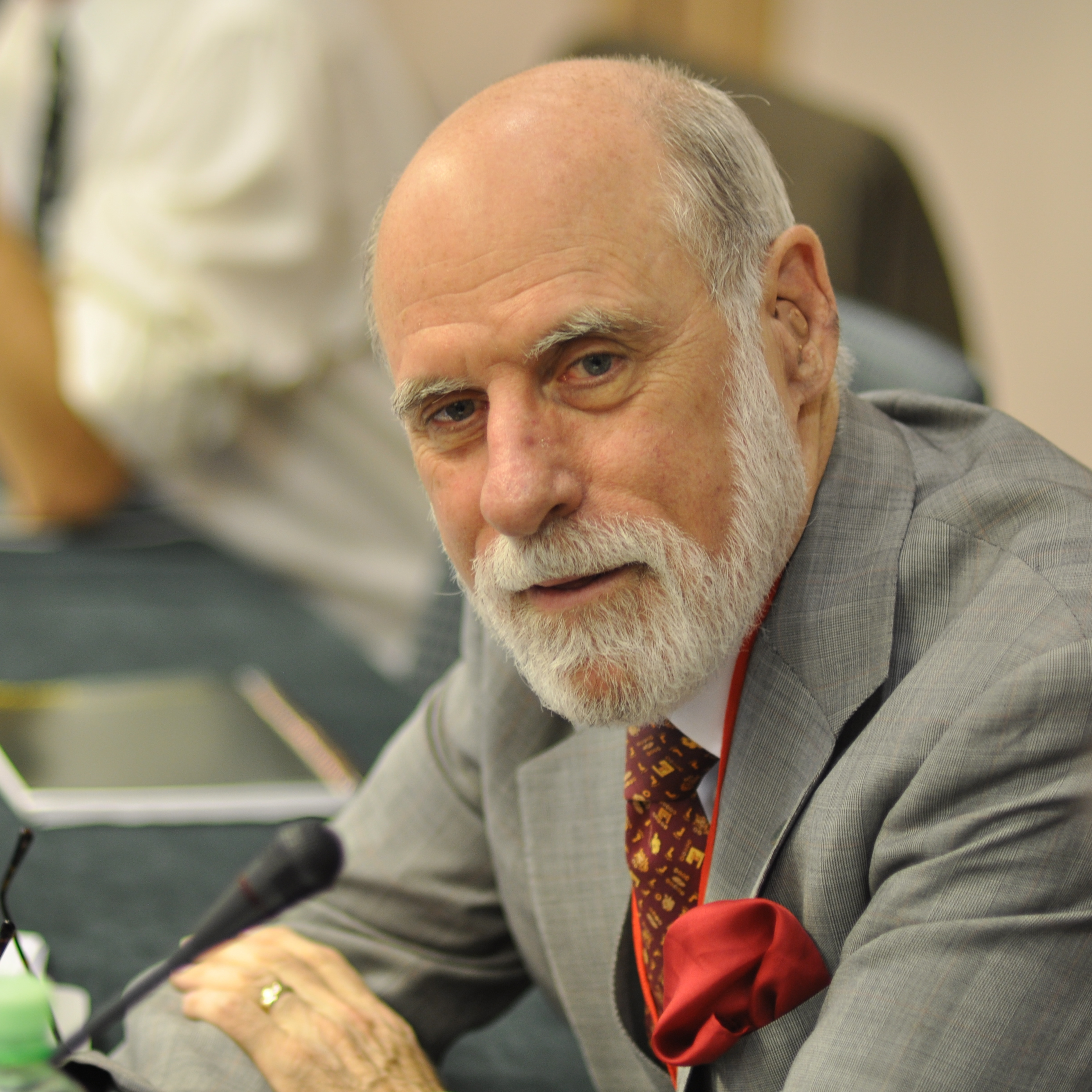
Vinton G. Cerf (* 1943)

- Cerfberr de Medelsheim, Samson (1778–1826), französischer Abenteurer und Schriftsteller
- Cerfberr, Max-Théodore (1792–1876), französischer Offizier und Abgeordneter
- Cerff, Karl (1907–1978), deutscher Funktionär im Nationalsozialismus
- Cerfon, Osman (* 1981), französischer Animationsfilmer
- Cerfontyne, Nicola (* 1987), englische Badmintonspielerin

### Cerg
- Cergeaux, Richard († 1393), englischer Adliger und Politiker

### Cerh
- Cerha, Friedrich (1926–2023), österreichischer Komponist und DirigentFriedrich Cerha (1926–2023)

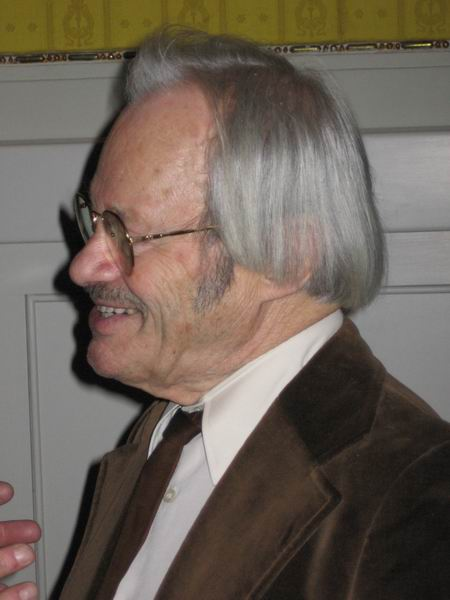
Friedrich Cerha (1926–2023)

### Ceri
- Ceriana Mayneri, Michele (1861–1930), italienischer Politiker, Industrieller und Fußballspieler
- Cerić, Larisa (* 1991), bosnische Judoka
- Cerić, Mustafa (* 1952), bosnisch-herzegowinischer islamischer Theologe, Großmufti von Bosnien-Herzegowina
- Cericius, Roger (* 1970), deutscher Knabensopran, Journalist und Moderator
- Cériez, Théodore (1832–1904), belgischer Genremaler
- Cerighelli, Raoul (1893–1986), französischer Agrarwissenschaftler und Phytochemiker
- Cerimagić, Dino (* 1972), bosnisch-herzegowinischer Poolbillardspieler
- Ćerimagić, Muradif (* 1949), bosnisch-herzegowinischer Maler
- Čerin, Primož (* 1962), jugoslawischer Radrennfahrer
- Cerin, Snješko (* 1955), jugoslawischer Fußballspieler
- Cerio, Claretta (1927–2019), italienische Schriftstellerin
- Cerio, Edwin (1875–1960), italienischer Schriftsteller und Architekt
- Cerio, Ferruccio (1901–1963), italienischer Filmregisseur und Drehbuchautor
- Cerio, Ignazio (1840–1921), italienischer Naturforscher
- Cerioli, Ivan (* 1971), italienischer Radrennfahrer
- Cerioli, Paula Elisabeth (1816–1865), italienische Ordensgründerin
- Cerioni, Stefano (* 1964), italienischer Florettfechter
- Cerisey, Daniel (* 1948), französischer Skilangläufer
- Cérival, Jessica (* 1982), französische Kugelstoßerin

### Cerj
- Cerjak, Horst-Hannes (* 1939), österreichischer Wissenschaftler
- Cerjak, Slavko (1956–2008), jugoslawischer Film-, Theater- und Fernsehschauspieler
- Cerjat, Elisabeth Jeanne de (1769–1847), Schweizer Wohltäterin

### Cerk
- Çerkes Hasan Bey (1850–1876), osmanischer Offizier tscherkessischer Abstammung
- Çerkez Ethem († 1949), osmanisch-tscherkessischer Soldat und Guerillaführer, Widerstandskämpfer
- Čerkovskis, Deniss (* 1978), lettischer Moderner Fünfkämpfer

### Cerl
- Cerlesi, Ennio (1901–1951), italienischer Schauspieler und Synchronsprecher
- Cerletti, Ugo (1877–1963), italienischer Psychiater und Neurologe
- Cerlogne, Jean-Baptiste (1826–1910), Priester, Dichter und Dialektologe aus dem Aostatal

### Cerm
- Cermak, Anton (1873–1933), Bürgermeister von Chicago (1931–1933) und Opfer eines AttentatsAnton Cermak (1873–1933)

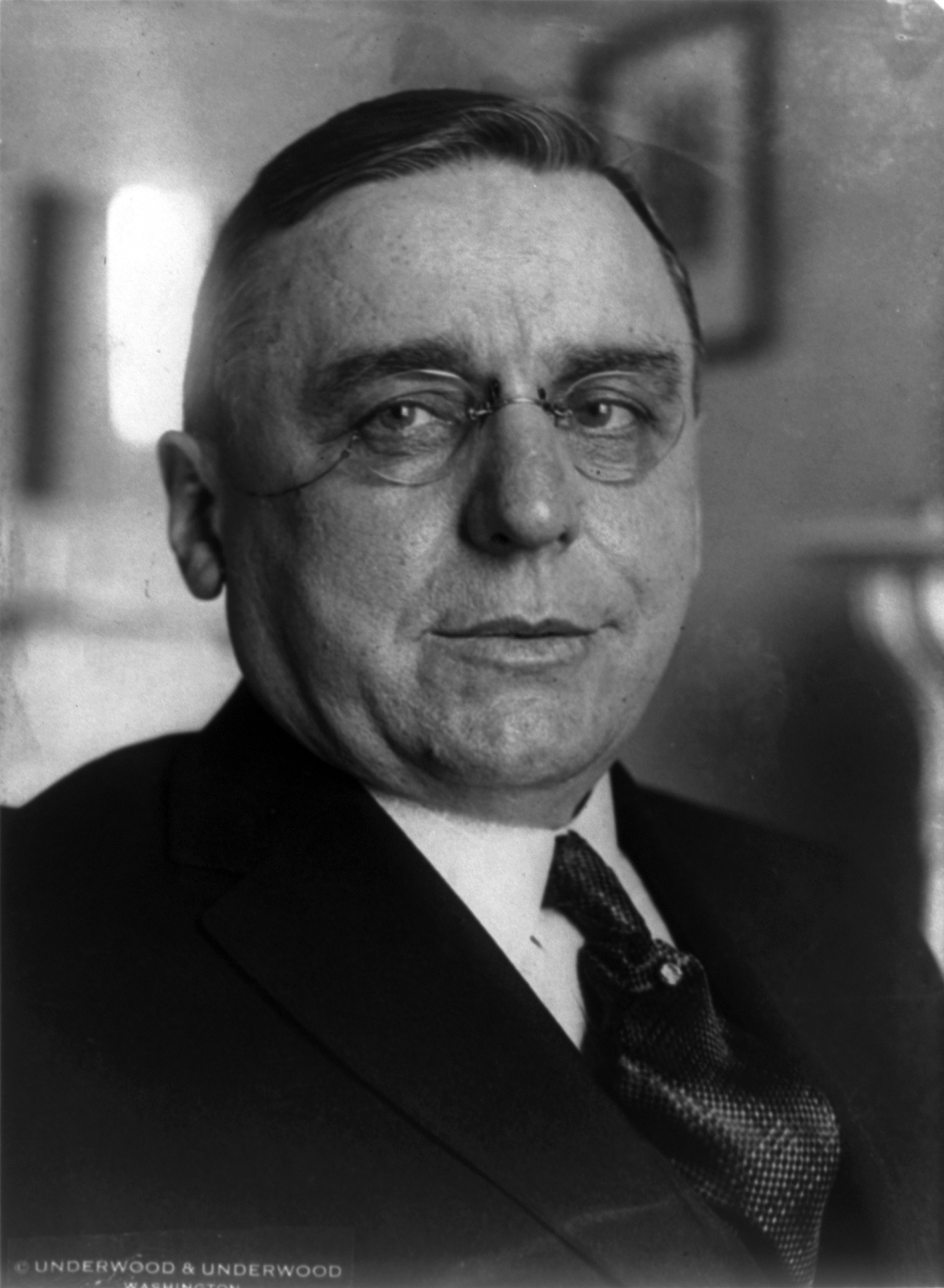
Anton Cermak (1873–1933)

- Čermák, David (* 1970), deutsch-tschechischer Eishockeyspieler
- Čermak, Dragutin (1944–2021), jugoslawischer Basketballspieler
- Čermák, František (1822–1884), tschechischer Maler und Hochschullehrer an der Akademie der Bildenden Künste Prag
- Čermák, František (* 1976), tschechischer Tennisspieler und -trainer
- Čermak, Franz (1909–1943), banatschwäbischer römisch-katholischer Geistlicher und Märtyrer
- Čermák, Jaroslav (1830–1878), tschechischer Maler
- Cermak, Jason (* 1977), kanadischer Schauspieler und Synchronsprecher
- Cermak, Johann (* 1949), österreichischer Bluesmusiker, Komponist und Bandleader
- Čermák, Leoš (* 1978), tschechischer Eishockeyspieler
- Cermak, Paul (1883–1958), deutscher Physiker und Hochschullehrer
- Cermak, Thomas (* 1967), deutscher Schauspieler
- Čermák, Tomáš (* 1943), tschechischer Ingenieurwissenschaftler und Universitätspräsident
- Čermáková, Jiřina (1944–2019), tschechoslowakische Hockeyspielerin
- Cerman, Markus (1967–2015), österreichischer Historiker und Universitätsprofessor
- Cermeño, Antonio (1969–2014), venezolanischer Boxer
- Cermeño, Nehomar (* 1979), venezolanischer Boxer
- Cerminaro, John (* 1947), US-amerikanischer Hornist

### Cern
- Cern, Martin (1928–2011), deutscher Schriftsteller und Prokurist
- Cerna Sandoval, Vicente († 1885), guatemaltekischer Präsident
- Černá, Hana (* 1974), tschechische Schwimmerin
- Černá, Kristýna (* 1993), tschechische Biathletin
- Černá, Lucie (* 1994), tschechische Badmintonspielerin
- Černaj, Ján (1948–2011), slowakischer Medailleur
- Cernajsek, Tillfried (* 1943), österreichischer Mikropaläontologe
- Černák, Erik (* 1997), slowakischer Eishockeyspieler
- Cernak, Isaka (* 1989), australischer Fußballspieler
- Černák, Matúš (1903–1955), slowakischer Politiker und Diplomat
- Cernan, Eugene (1934–2017), US-amerikanischer Astronaut
- Čerňanská, Viktória (* 2002), slowakische Bobfahrerin
- Čerňanský, David (* 2002), slowakischer E-Sportler
- Cernat, Ecaterina (* 2001), moldauische Leichtathletin
- Cernat, Florin (* 1980), rumänischer Fußballspieler
- Cernăuțeanu, Ovidiu (* 1974), rumänisch-norwegischer Sänger und Komponist
- Cernay, Germaine (1900–1943), französische Opernsängerin (Mezzosopran)
- Cerné, Charles (1897–1943), österreichischer Komponist
- Cerne, Ralf (* 1975), deutscher Musiker
- Cerne, Rudi (* 1958), deutscher Eiskunstläufer und FernsehmoderatorRudi Cerne (* 1958)

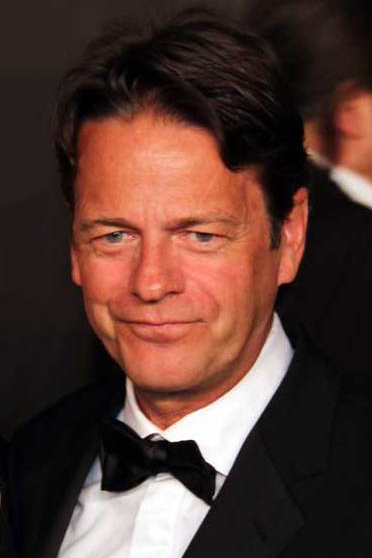
Rudi Cerne (* 1958)

- Černe, Urška P. (* 1971), slowenische Übersetzerin, Kulturmanagerin, Translatologin, Publizistin und Literaturkritikerin
- Cernea, Cornel (* 1976), rumänischer Fußballspieler
- Cernea, Ion (1936–2025), rumänischer Ringer
- Cernea, Remus (* 1974), rumänischer Politiker
- Cernea, Ruth (1934–2009), US-amerikanische Anthropologin
- Cernei, Gheorghii (* 1990), rumänischer Gewichtheber
- Černiauskas, Gediminas (* 1957), litauischer Ökonom und Politiker
- Černiauskas, Vytautas (* 1989), litauischer Fußballspieler
- Černić Čanak, Čejen (* 1982), kroatische Regisseurin
- Cernic, Nicole (* 1955), österreichische Politikerin (SPÖ), Landtagsabgeordnete, Landesrätin in Kärnten
- Černík, František (1900–1982), tschechoslowakischer Wasserballspieler
- Černík, František (* 1953), tschechoslowakischer Eishockeyspieler und -funktionär
- Cernik, Jirko (* 1979), deutscher Diplom-Informatiker und Internet-Unternehmer
- Černík, Martin (* 1976), tschechischer Snowboarder
- Černík, Oldřich (1921–1994), tschechoslowakischer Politiker
- Černis, Kazimieras (* 1958), litauischer Astronom und Asteroidenentdecker
- Černius, Jonas (1898–1977), litauischer Premierminister und Offizier (Brigadegeneral)
- Černjul, Maruša (* 1992), slowenische Hochspringerin
- Černjul, Vanja (* 1968), US-amerikanisch-kroatischer Kameramann
- Cernko, Leonard (* 1979), österreichischer Koch
- Cernko, Willibald (* 1956), österreichischer Bankmanager
- Cerno, Tommaso (* 1975), italienischer Schriftsteller, Journalist und Fernsehmoderator
- Černoch, Karel (1943–2007), tschechischer Sänger, Komponist und Moderator
- Černoch, Pavel (* 1974), tschechischer Opernsänger der Stimmlage Tenor
- Černochová, Jana (* 1973), tschechische Politikerin
- Černocká, Petra (* 1949), tschechische Schauspielerin und SängerinPetra Černocká (* 1949)

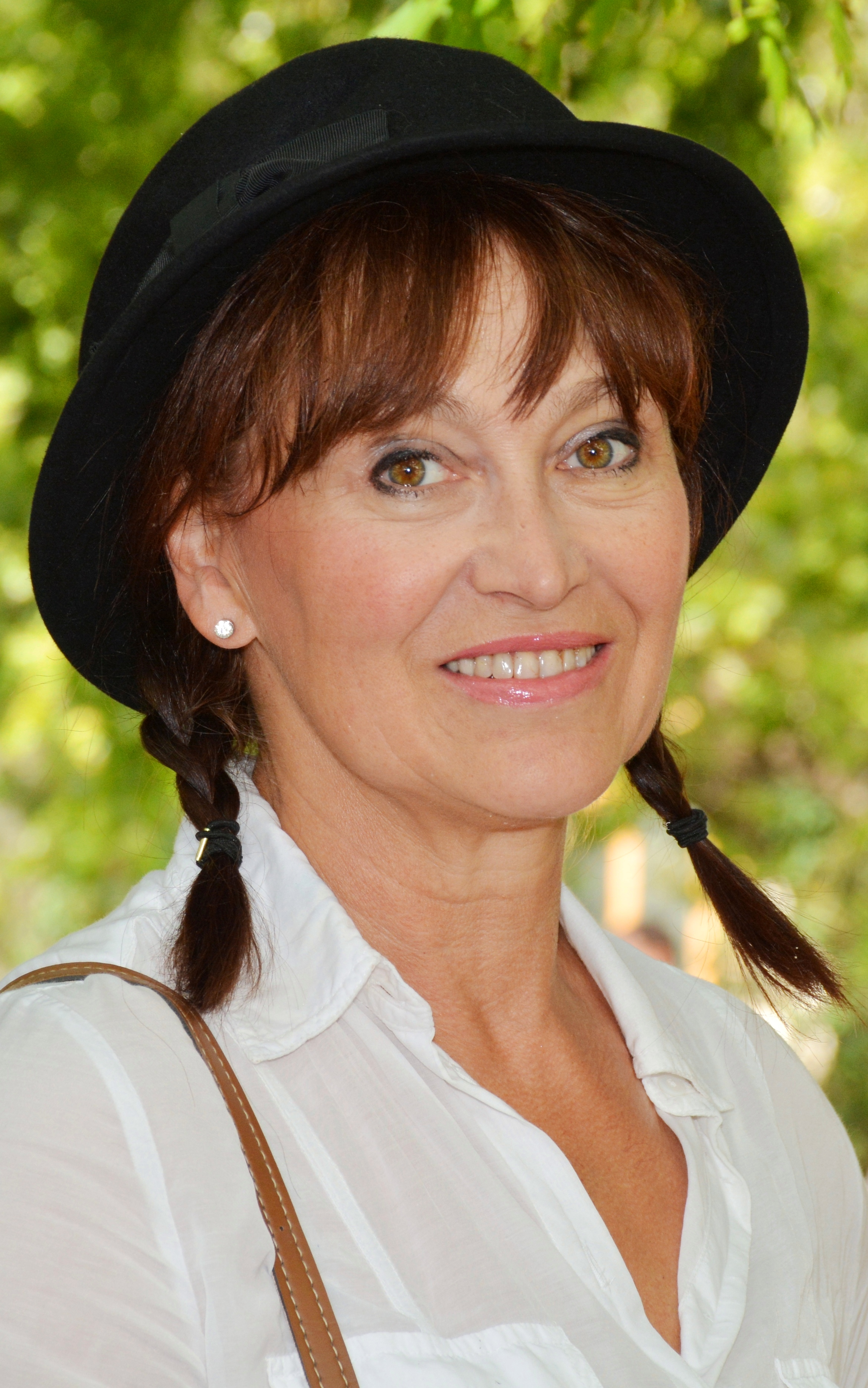
Petra Černocká (* 1949)

- Cernogoraz, Giovanni (* 1982), kroatischer Sportschütze
- Cernohorsky, Anna (1909–2022), deutsche Schneiderin und Supercentenarian
- Černohorský, Bohuslav Matěj (1684–1742), tschechischer Komponist und Orgellehrer
- Černohorský, Karel (1861–1915), tschechischer Politiker und Rechtsanwalt
- Cernohuby, Stefan (* 1982), österreichischer Autor, Herausgeber und Redakteur
- Cernoia, Valentina (* 1991), italienische Fußballspielerin
- Černosvitov, Lev (1902–1945), tschechischer Zoologe
- Cernota, Johannes (* 1955), deutscher Pianist, Komponist und Künstler
- Cernota, Yvonne (1979–2004), deutsche Bobfahrerin
- Cernuda, Luis (1902–1963), spanischer Schriftsteller, Lyriker und Literaturkritiker
- Černušák, Vladimír (1921–2018), tschechoslowakischer Sportfunktionär
- Cernuschi, Enrico (1821–1896), italienisch-französischer Nationalökonom, Politiker, Bankier und Kunstsammler
- Cernuschi, Paolo (1691–1746), italienischer Graf, Nuntius und Bischof von Como
- Cernuto, John (1944–2025), US-amerikanischer Pokerspieler
- Černý, Adolf (1864–1952), tschechischer Publizist, Slawist, Sorabist
- Cerny, Alfred (1926–2009), österreichischer Schauspieler bei Bühne und Fernsehen
- Černý, David (* 1967), tschechischer BildhauerDavid Černý (* 1967)

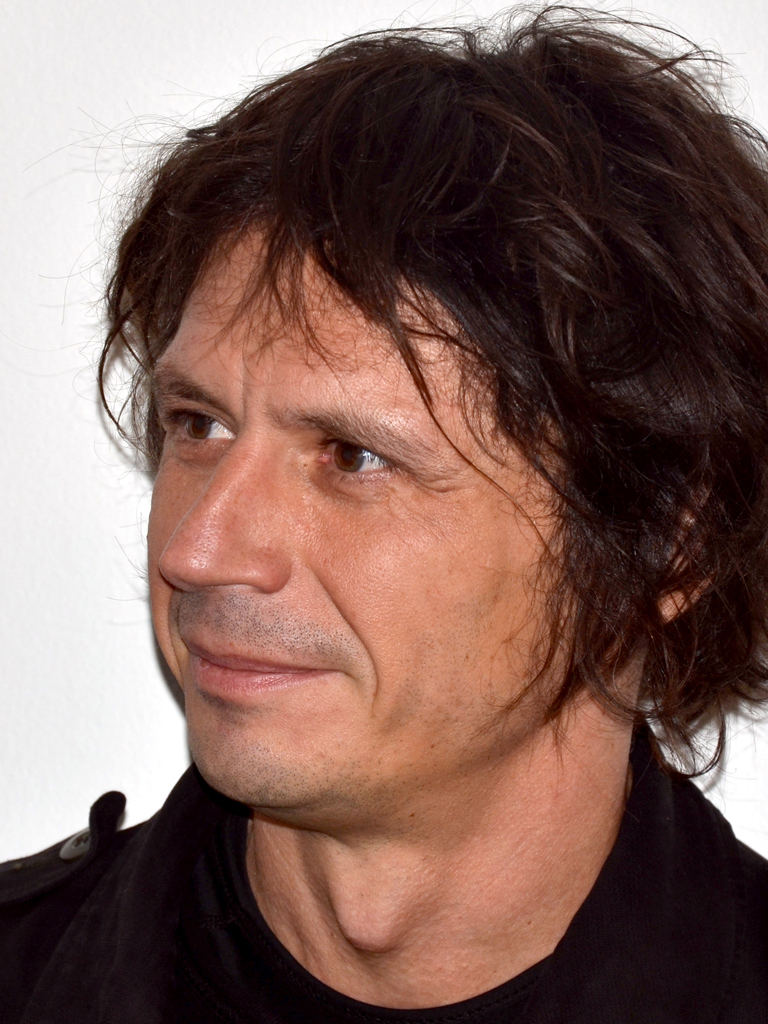
David Černý (* 1967)

- Cerny, Florian (* 1946), deutsch-australischer Schauspieler und Opernsänger (Bariton)
- Černý, František (1861–1940), tschechischer Kontrabassist, Komponist und Musikpädagoge
- Černý, František (1931–2024), tschechischer Diplomat, Botschafter in Berlin
- Cerny, Franz (1906–1943), deutscher Kommunist, Widerstandskämpfer
- Cerny, Gerhard (* 1944), deutschsprachiger Schriftsteller
- Cerny, Harald (* 1973), österreichischer Fußballspieler
- Černý, Jan († 1530), tschechischer Arzt und Geistlicher der Unität der Böhmischen Brüder
- Černý, Jan (1874–1959), tschechoslowakischer Politiker
- Černý, Jaroslav (1898–1970), tschechisch-britischer Ägyptologe
- Černý, Jaroslav (* 1979), tschechischer Fußballspieler
- Černý, Jiří (* 1975), tschechischer Mathematiker
- Cerny, Jochen (1934–2018), deutscher Historiker
- Černý, Josef (1885–1971), tschechoslowakischer Politiker, Abgeordneter und Verteidigungsminister
- Černý, Josef (1939–2025), tschechischer EishockeyspielerJosef Černý (1939–2025)

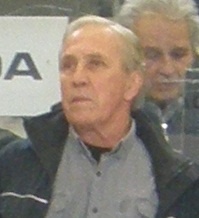
Josef Černý (1939–2025)

- Černý, Josef (* 1993), tschechischer Radrennfahrer
- Černý, Karel (1922–2014), tschechischer Artdirector und Szenenbildner
- Cerny, Karl H. (1922–2019), US-amerikanischer Politikwissenschaftler und Hochschullehrer
- Cerny, Marcel (* 1998), österreichischer Fußballspieler
- Cerny, Mark (* 1964), US-amerikanischer Programmierer und Computerspielentwickler
- Cerny, Michael (* 1964), deutscher Politiker (CSU), OB von Amberg
- Černý, Milan (* 1988), tschechischer Fußballspieler
- Černý, Oldřich († 1956), tschechischer linksgerichteter Intellektueller
- Černý, Ondřej (* 1999), tschechischer Skilangläufer
- Černý, Pavel (* 1962), tschechischer Fußballspieler
- Cerny, Philip G. (* 1946), US-amerikanisch-britischer Politikwissenschaftler und Hochschullehrer
- Černý, Radek (* 1974), tschechischer Fußballtorhüter
- Černý, Slavoj (1937–2020), tschechoslowakischer Radrennfahrer
- Černý, Teodor (* 1957), tschechoslowakischer Radrennfahrer
- Cerny, Theodor (1898–1981), österreichischer Politiker (ÖVP), Abgeordneter zum Nationalrat
- Černý, Tomáš (* 1985), tschechischer Fußballspieler
- Černý, Václav (1905–1987), tschechischer Literaturwissenschaftler, Komparatist, Romanist und Übersetzer
- Černý, Václav (* 1997), tschechischer FußballspielerVáclav Černý (* 1997)

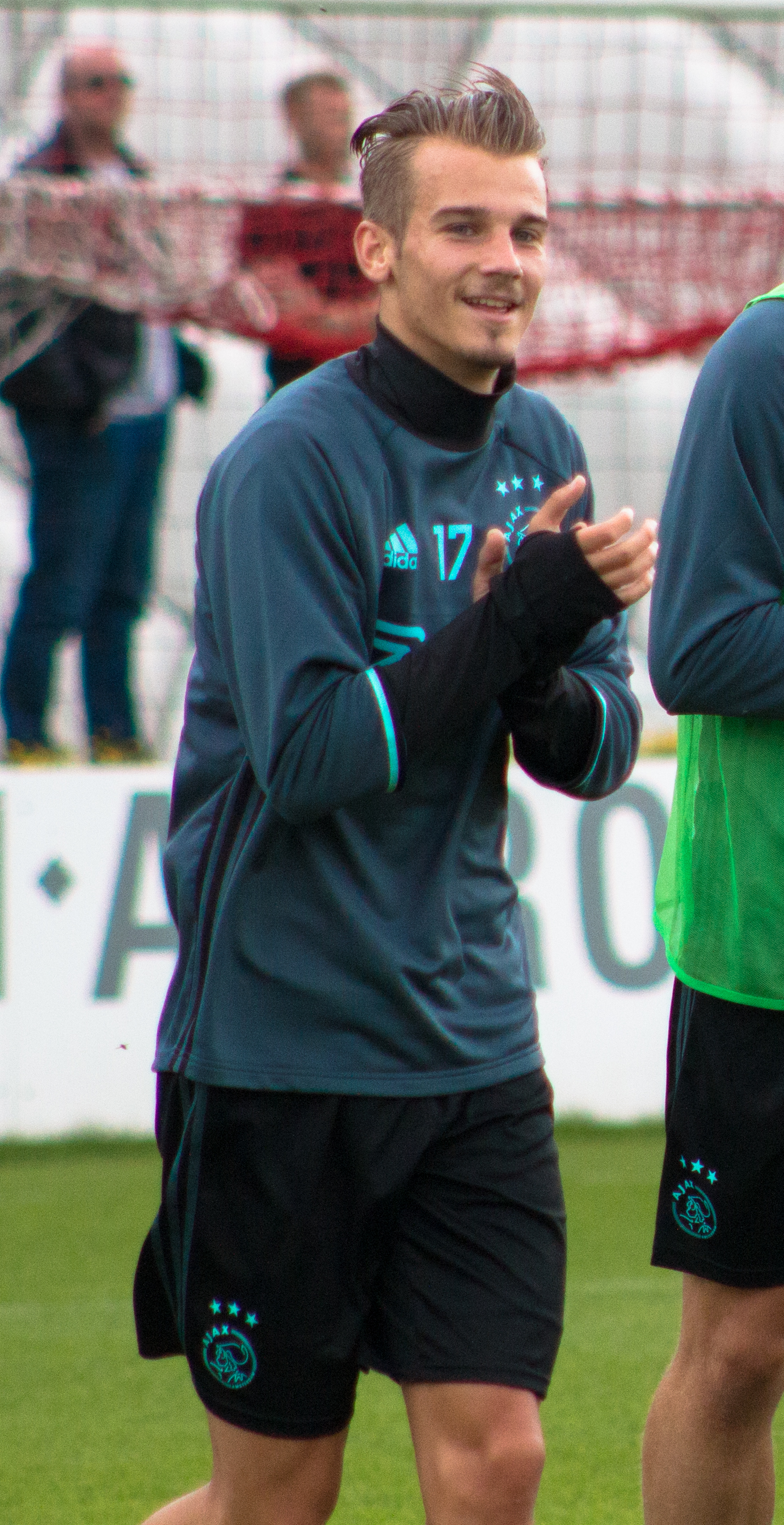
Václav Černý (* 1997)

- Cerny, Waldemar (* 1911), tschechoslowakischer Dirigent und Komponist
- Cerny, Wolfgang (* 1984), österreichischer Schauspieler
- Černý, Zdeňka (1895–1998), US-amerikanische Cellistin
- Černý-Nigranus, Jan († 1565), Bischof der Unität der Böhmischen Brüder und Historiker
- Cernyak-Spatz, Susan (1922–2019), amerikanische Germanistin und Historikerin

### Cero
- Cero-Friedl, Emmy (* 1946), österreichische Malerin
- Ceroli, Mario (* 1938), italienischer Künstler
- Ceroli, Nick (1939–1985), US-amerikanischer Jazzmusiker
- Cerón, Dionicio (* 1965), mexikanischer Langstreckenläufer
- Cerón, José Dolores (1897–1969), dominikanischer Komponist
- Cerón, Laura (* 1964), US-amerikanisch-mexikanische Schauspielerin
- Cerone, Jackie (1914–1996), italo-amerikanischer Mafioso des Chicago Outfit
- Cerone, Pietro (1566–1625), italienischer Musiktheoretiker und Sänger
- Ceronetti, Guido (1927–2018), italienischer Schriftsteller, Journalist und Dichter
- Cérou, Charles (1918–1998), französischer Marathonläufer
- Cerović, Ivan (* 1982), kroatischer Tennisspieler
- Cerovsek, Corey (* 1972), kanadischer Violinist und Mathematiker
- Čeřovská, Judita (1929–2001), deutsch-tschechische Pop- und Chansonsängerin
- Cerovská, Kristina (* 1987), slowakische Fußballspielerin

### Cerp
- Cerpa Cartolini, Néstor (1953–1997), peruanischer Revolutionär

### Cerq
- Cerqua, Arcângelo (1917–1990), italienischer Ordensgeistlicher, römisch-katholischer Bischof von Parintins
- Cerqueira, Gustavo Pinto (* 1957), portugiesischer Fußballtorhüter
- Cerqueira, Luis de (1552–1614), christlicher Missionar, Bischof von Japan
- Cerqueira, Murilo (* 1997), brasilianischer Fußballspieler
- Cerqueira, Washington Stecanela (* 1975), brasilianischer Fußballspieler
- Cerquetti, Anita (1931–2014), italienische Opernsängerin (Sopran)
- Cerqui, Alberto (* 1992), italienischer Autorennfahrer
- Cerquiglini, Bernard (* 1947), französischer Schriftsteller
- Cerquozzi, Michelangelo (1602–1660), italienischer Maler

### Cerr
- Cerra, Erica (* 1979), kanadische FilmschauspielerinErica Cerra (* 1979)

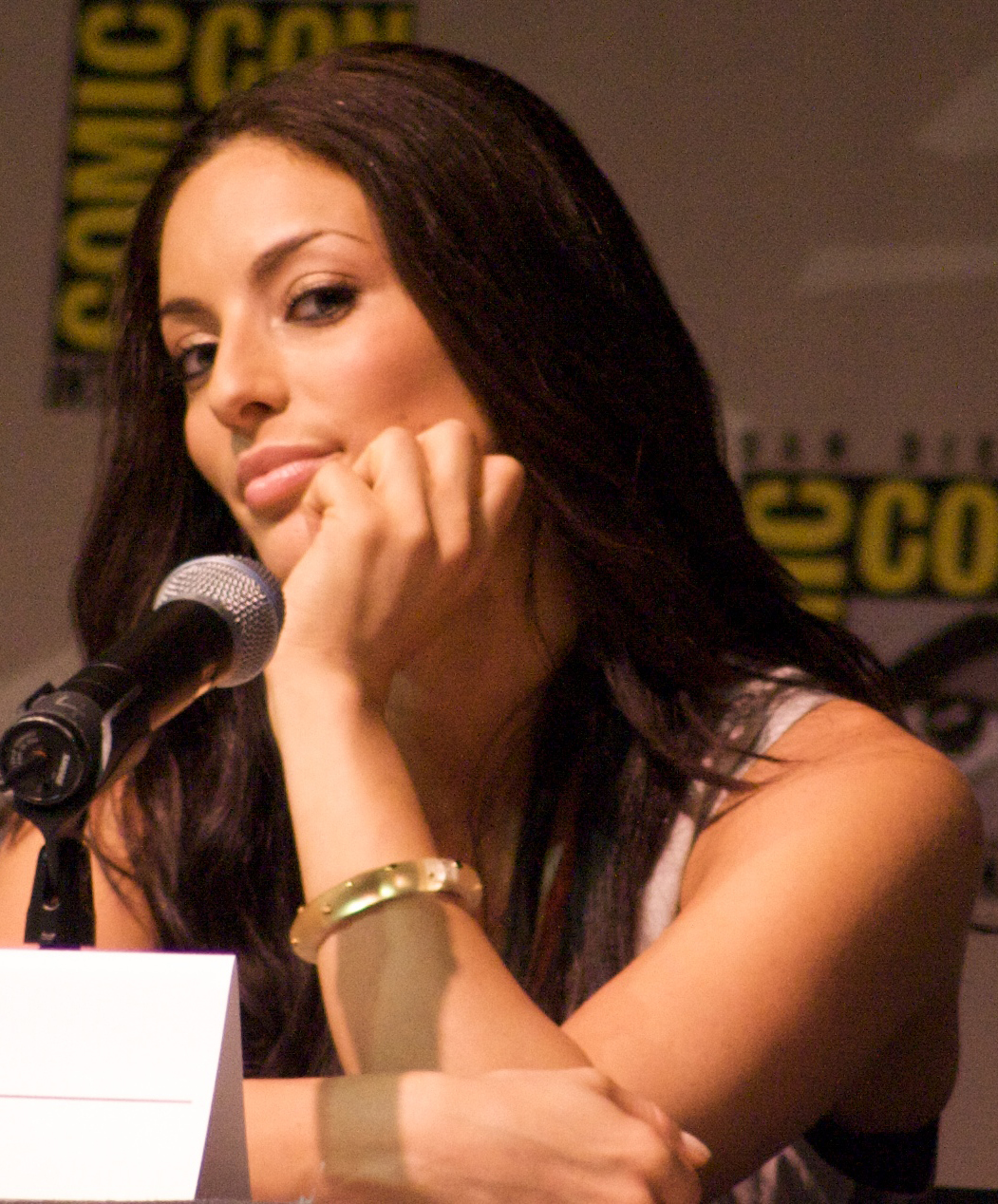
Erica Cerra (* 1979)

- Cerra, Juan Ignacio (* 1976), argentinischer Hammerwerfer
- Cerrada, Jonatan (* 1985), belgischer Popsänger
- Cerrahoğlu, Mehmet, türkischer Schauspieler
- Cerrajería, David (* 1983), spanischer Fußballspieler
- Cerrati, Michele (1884–1925), italienischer Geistlicher und römisch-katholischer Militärvikar von Italien
- Cerrato, Alain (1950–2001), französischer Fußballspieler
- Cerrato, Edoardo Aldo (* 1949), italienischer römisch-katholischer Ordensgeistlicher, Bischof von Ivrea
- Cerrato, Renzo (1920–2013), italienischer Filmregisseur und -schaffender
- Cerrato, Rosa, italienische Schriftstellerin
- Çërrava, Vangjel (* 1941), albanischer kommunistischer Politiker
- Cerretani, Arturo (1907–1986), argentinischer Autor von Drehbüchern, Journalist und Schriftsteller
- Cerretani, Jamie (* 1981), US-amerikanischer Tennisspieler
- Cerreto, Scipione, italienischer Komponist, Lautenist und Musikbiograf
- Cerretti, Bonaventura (1872–1933), italienischer Kardinal der römisch-katholischen Kirche
- Cerri, Alberto (* 1996), italienischer Fußballspieler
- Cerri, Carlo (1610–1690), Bischof und Kardinal
- Cerri, Franco (1926–2021), italienischer Jazzgitarrist
- Cerri, Karl (1845–1918), österreichischer Offizier
- Cerrilla, Luis (1906–1936), mexikanischer Fußballspieler
- Cerrini de Monte Varchi, Clemens (1785–1852), sächsischer Generalleutnant sowie Oberkommandeur der Sächsischen Armee
- Cerrini de Monte Varchi, Heinrich (1740–1823), sächsischer Generalleutnant, Kabinetts- und Kriegsminister, Gouverneur von Dresden
- Cerrini de Monte Varchi, Heinrich (1801–1870), Kaiserlich-Königlich österreich-ungarischer Feldmarschalleutnant
- Cerrini de Monte Varchi, Joseph (1743–1809), österreichischer Feldmarschalleutnant
- Cerrini de Monte Varchi, Karl (1777–1840), österreich-ungarischer Generalmajor
- Cerrini di Monte Varchi, Anton Maria von (1829–1906), sächsischer Generalleutnant
- Cerrito, Fanny (1817–1909), italienische Balletttänzerin und Choreografin
- Cerrito, Joseph (1911–1978), amerikanischer Mobster
- Cerritos, Ronald (* 1975), salvadorianischer Fußballspieler
- Cerro Chaves, Francisco (* 1957), spanischer Geistlicher und römisch-katholischer Erzbischof von Toledo
- Cerro, Samuele (* 1995), italienischer Dreispringer
- Cerrón Palomino, Jaime (1937–1990), peruanischer Philosoph und Hochschullehrer
- Cerrón Palomino, Rodolfo (* 1940), peruanischer Linguist
- Cerrón, Vladimir (* 1970), peruanischer Neurochirurg und Politiker
- Cerrón, Waldemar (* 1972), peruanischer Erziehungswissenschaftler, Hochschullehrer und Politiker
- Cerrone (* 1952), französischer Musiker und Musikproduzent
- Cerrone, Donald (* 1983), US-amerikanischer Mixed Martial Artist und professioneller KickboxerDonald Cerrone (* 1983)

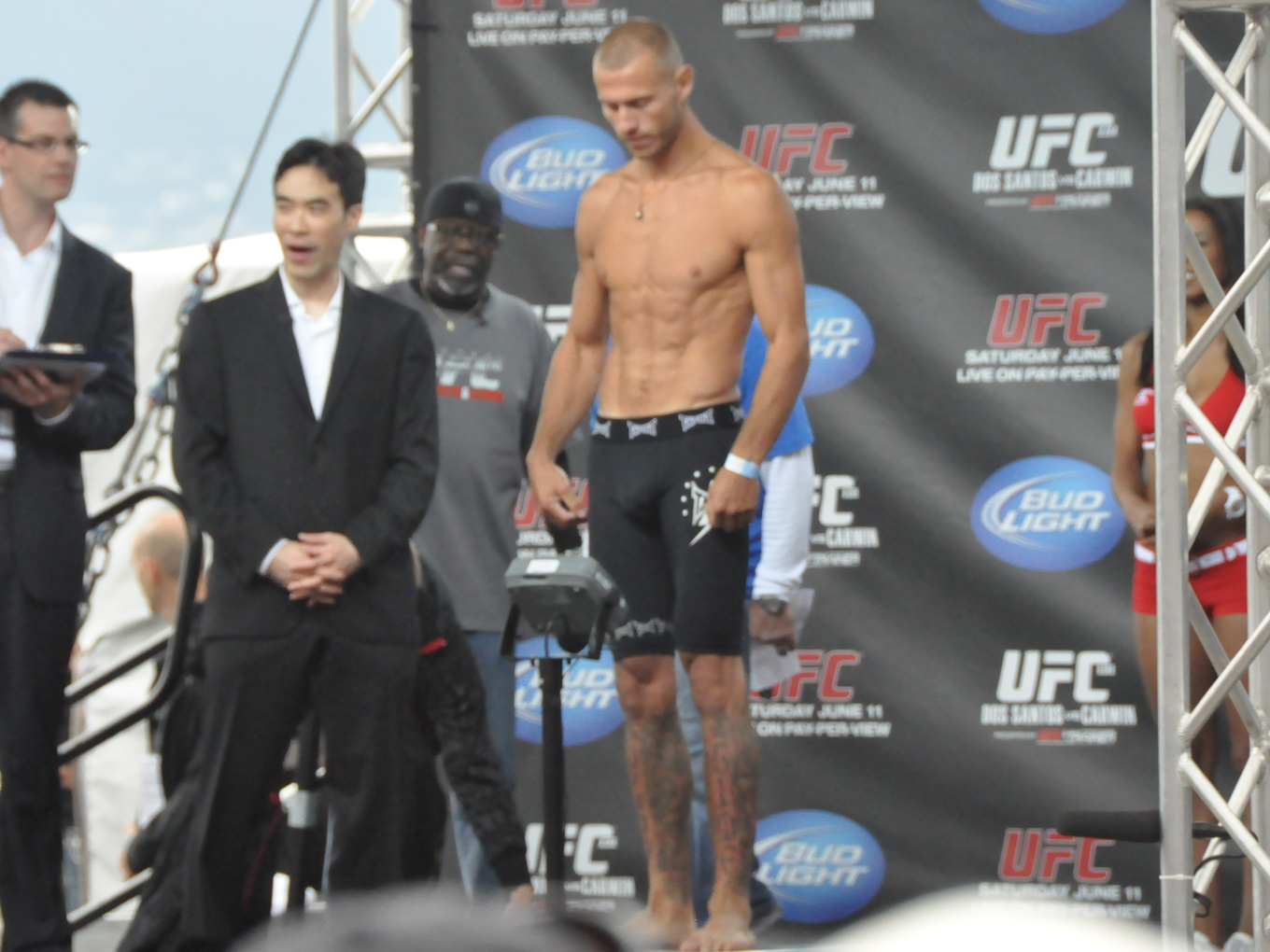
Donald Cerrone (* 1983)

- Cerrone, Pascal (* 1981), schweizerischer Fussballspieler
- Cerruti, Federico (1922–2015), italienischer Kunstsammler
- Cerruti, Michela (* 1987), italienische Automobilrennfahrerin
- Cerruti, Nino (1930–2022), italienischer Modeschöpfer
- Cerruti, Valentino (1850–1909), italienischer Physiker
- Cerruti, Vittorio (1881–1961), italienischer Diplomat
- Cerrutti, Tomás (* 1900), argentinischer Ruderer

### Cers
- Cersósimo, Pedro (1921–1996), uruguayischer Politiker
- Cersowsky, Peter (* 1952), deutscher Germanist

### Cert
- Certa, Joe (1919–1986), US-amerikanischer Comiczeichner
- Certeau, Michel de (1925–1986), französischer Jesuit, Psychoanalytiker, Historiker und Kulturphilosoph
- Certon, Pierre († 1572), französischer Komponist
- Čertov, Dominik (* 1994), österreichischer Gewichtheber

### Ceru
- Cerulli Irelli, Giuseppina (* 1935), italienische Klassische Archäologin und Kulturmanagerin
- Cerulli, Dom (1927–2012), US-amerikanischer Journalist, Autor und Musikfunktionär
- Cerulli, Fernando (1926–2018), italienischer Schauspieler
- Cerulli, Friedrich (1746–1801), evangelisch-lutherischer Prediger in Warschau und Lemberg
- Cerulli, Vincenzo (1859–1927), italienischer Astronom
- Cerullo, Isadora (* 1991), brasilianisch-US-amerikanische Rugbyspielerin
- Cerullo, Marco (* 1988), deutsches Model, Schauspieler und Reality-TV-Teilnehmer
- Cerúndolo, Francisco (* 1998), argentinischer TennisspielerFrancisco Cerúndolo (* 1998)

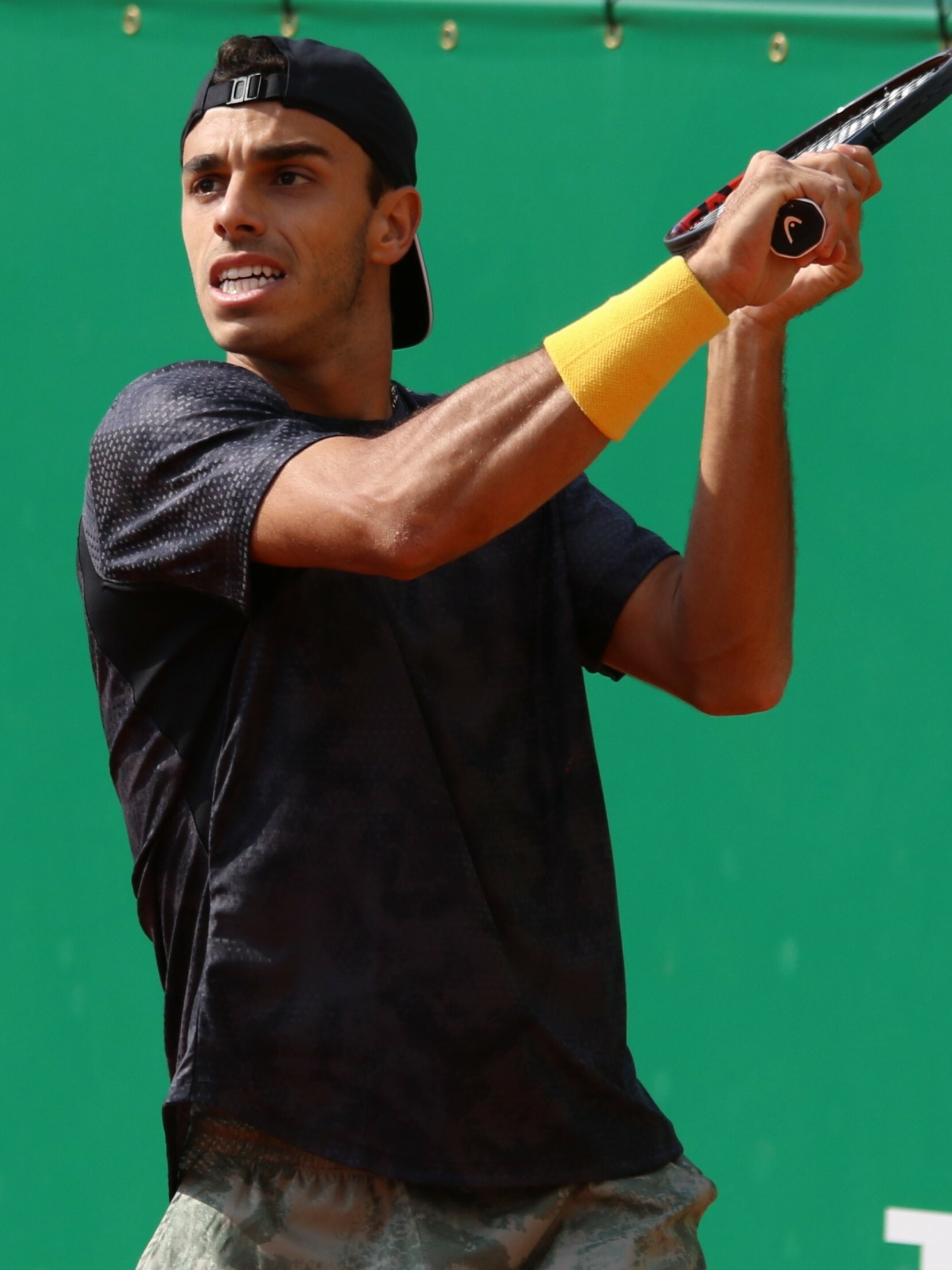
Francisco Cerúndolo (* 1998)

- Cerúndolo, Juan Manuel (* 2001), argentinischer Tennisspieler
- Cerusico, Enzo (1939–1991), italienischer Schauspieler
- Ceruti, Enrico (1806–1883), italienischer Geigenbauer
- Ceruti, Giacomo (1698–1767), italienischer Maler des Spätbarock
- Ceruti, Giovanni Battista (1756–1817), italienischer Lauten- und Geigenbauer
- Ceruti, Giuseppe Antonio (1785–1860), italienischer Geigenbauer
- Ceruti, Roberto (* 1953), italienischer Radrennfahrer
- Ceruti, Roque († 1760), peruanischer Komponist
- Cerutti, Alison (* 1985), brasilianischer Beachvolleyballspieler, Weltmeister und Olympiasieger
- Cerutti, Camille (* 1998), französische Skirennläuferin
- Cerutti, Dominique (* 1961), französischer Geschäftsmann
- Cerutti, Fabio (* 1985), italienischer Leichtathlet
- Cerutti, Franck (* 1959), französischer Koch
- Cerutti, Herbert (* 1943), Schweizer Journalist, Schriftsteller und freischaffender Publizist
- Cerutti, Ludwig (1789–1858), deutscher Mediziner und Hochschullehrer
- Cerutti, Paul (1910–2000), monegassischer Sportschütze
- Cerutti, Simona (* 1954), italienische Historikerin
- Cerutty, Percy (1895–1975), australischer Leichtathletiktrainer

### Cerv
- Červ, Lukáš (* 2001), tschechischer Fußballspieler
- Cervanová, Ľudmila (* 1979), slowakische Tennisspielerin
- Cervantes de Salazar, Francisco († 1575), spanisch-mexikanischer Gelehrter, Chronist und Geistlicher
- Cervantes Merino, Francisco Eduardo (* 1953), mexikanischer Geistlicher und römisch-katholischer Bischof von Orizaba
- Cervantes, Adrián (* 1985), mexikanischer Eishockeyspieler
- Cervantes, Alan (* 1998), mexikanischer Fußballspieler
- Cervantes, Alexis (* 1984), mexikanischer Eishockeyspieler
- Cervantes, Alicia (* 1994), mexikanische Fußballspielerin
- Cervantes, Annabel (* 1969), katalanische Autorin
- Cervantes, Antonio (* 1945), kolumbianischer Boxer
- Cervantes, César (* 1963), peruanischer Polizist, Rechtsanwalt und Politiker
- Cervantes, Ernesto, mexikanischer Fußballspieler
- Cervantes, Íñigo (* 1989), spanischer Tennisspieler
- Cervantes, Iván (* 1982), spanischer Motorrad-Rennfahrer, Enduro-Weltmeister
- Cervantes, J. C., US-amerikanische Schriftstellerin
- Cervantes, Juan de († 1453), spanischer Geistlicher, Kardinal und Kardinaldekan
- Cervantes, Miguel de († 1616), spanischer SchriftstellerMiguel de Cervantes († 1616)

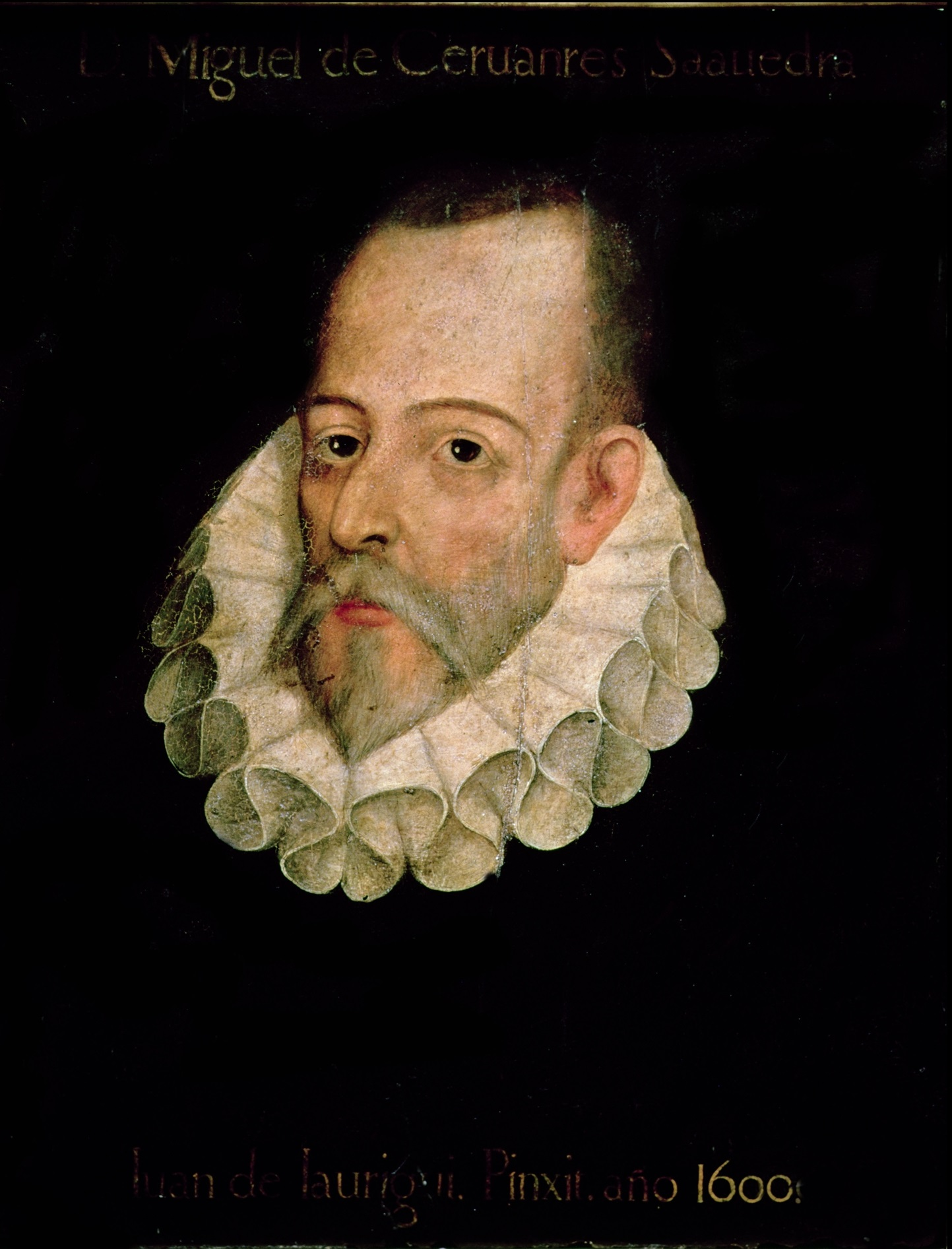
Miguel de Cervantes († 1616)

- Cervantes, Omar (* 1985), mexikanischer Radrennfahrer
- Cervantes, Sabás (* 1940), mexikanischer Radrennfahrer
- Cervantes, Vicente (1758–1829), spanischer Botaniker
- Červar, Gjuro (1876–1954), Politiker
- Červar, Lino (* 1950), kroatischer Handballtrainer und Politiker
- Červar, Šime (1874–1931), Politiker und Geistlicher
- Cervato, Sergio (1929–2005), italienischer Fußballspieler und -trainer
- Cervell, Frank (1907–1970), schwedischer Degenfechter
- Cervelli, Francisco (* 1986), venezolanischer Baseballspieler
- Cervellini, Michele (* 1988), san-marinesischer Fußballspieler
- Cerven, Zbynek (* 1963), tschechischer Fernsehregisseur
- Červená, Soňa (1925–2023), tschechische Opernsängerin in der Stimmlage Alt und Schauspielerin
- Červenák, Pavol (* 1987), slowakischer Tennisspieler
- Cervencovici, Andrei (* 1921), rumänischer Politiker (PCR) und Diplomat
- Cervenka, Christina (* 1993), österreichische Schauspielerin
- Cervenka, Exene (* 1956), US-amerikanische SängerinExene Cervenka (* 1956)

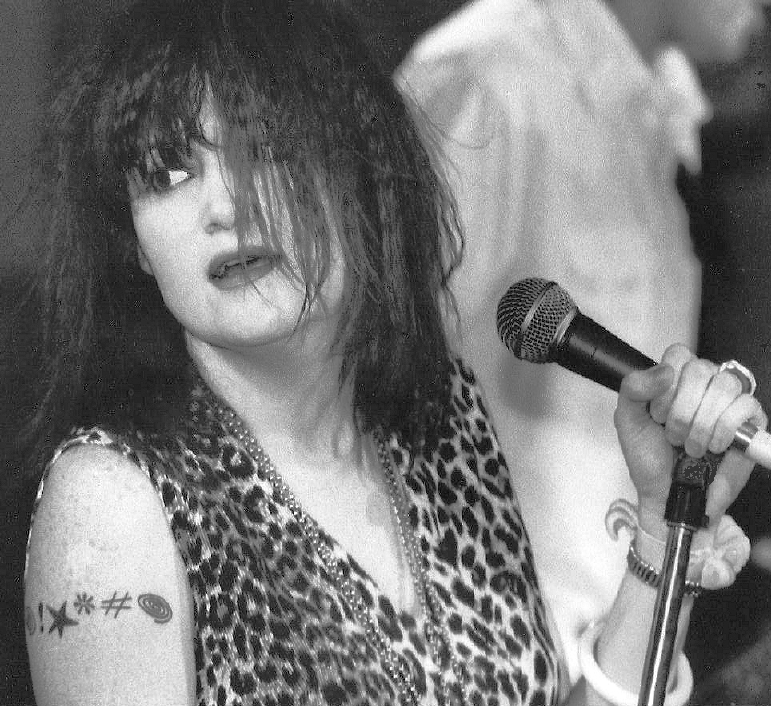
Exene Cervenka (* 1956)

- Cervenka, Gottfried (1947–2015), österreichischer Rundfunkmoderator
- Červenka, Karel (* 1900), tschechoslowakischer Radrennfahrer
- Červenka, Miroslav (1932–2005), tschechischer Dichter, Übersetzer und Literaturwissenschaftler
- Červenka, Roman (* 1985), tschechischer Eishockeyspieler
- Červenka, Václav (* 1999), US-amerikanisch-tschechischer Biathlet
- Červenko, Zvonimir (1926–2001), kroatischer GeneralZvonimir Červenko (1926–2001)

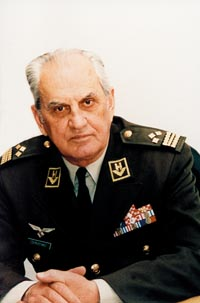
Zvonimir Červenko (1926–2001)

- Červenková, Markéta (* 1991), tschechische Kugelstoßerin
- Červenková, Petra (* 1967), tschechoslowakisch-tschechische Biathletin
- Červený, Patrik (* 1997), deutsch-tschechischer Eishockeytorwart
- Červený, Václav František (1819–1896), tschechischer Instrumentenbauer und Musiker
- Cervera i Millet, Montserrat (1927–2020), katalanische Violinistin und Musikpädagogin
- Cervera Lloret, José María (1910–2002), spanischer Komponist
- Cervera y Cervera, Francisco María (1858–1926), spanischer Ordensgeistlicher und römisch-katholischer Apostolischer Vikar von Marokko
- Cervera, Alfons (* 1947), spanischer Schriftsteller und Journalist
- Cervera, Álvaro (* 1965), spanischer Fußballspieler und -trainer
- Cervera, Antoni Ignasi (1825–1860), spanischer (katalanischer) Journalist
- Cervera, Carmen (* 1943), spanische Kunstsammlerin
- Cervera, Elvira (1923–2013), kubanische Schauspielerin
- Cervera, Marçal (1928–2019), katalanischer Cellist, Gambist und Musikpädagoge
- Cervera, Pascual (1839–1909), spanischer Militär, Admiral der spanischen Armada
- Cerverí de Girona (1259–1285), katalanischer Trobador
- Cerveris, Michael (* 1960), US-amerikanischer Theaterschauspieler, Filmschauspieler, Sänger und Gitarrist
- Cervetto, Giacomo († 1783), italienischer Cellist und Komponist
- Cervetto, James (1748–1837), englischer Violoncellist
- Cervi, Al (1917–2009), US-amerikanischer Basketballspieler und -trainer
- Cervi, Franco (* 1994), argentinischer Fußballspieler
- Cervi, Gino (1901–1974), italienischer FilmschauspielerGino Cervi (1901–1974)

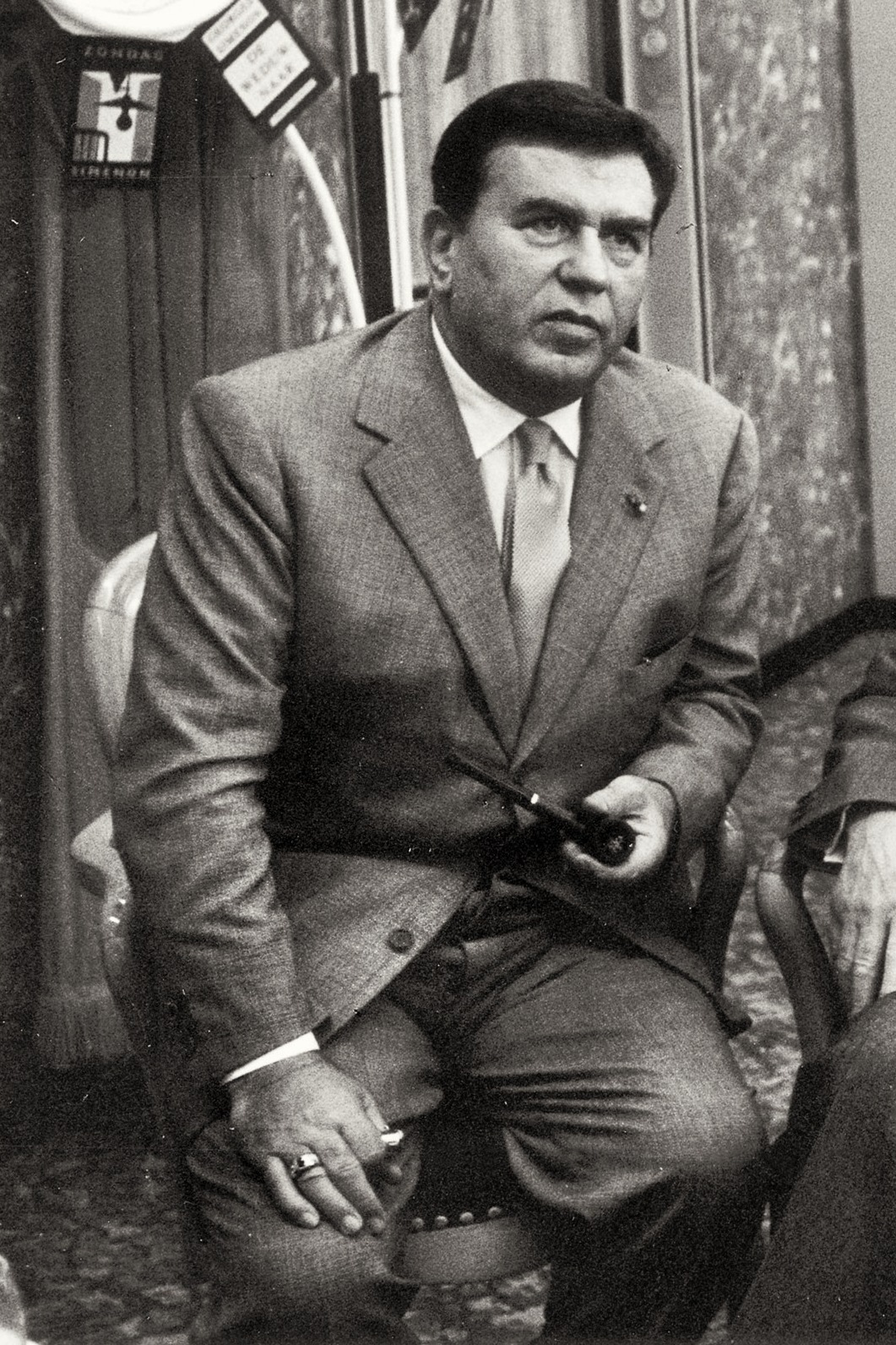
Gino Cervi (1901–1974)

- Cervi, Tonino (1929–2002), italienischer Filmproduzent
- Cervi, Valentina (* 1976), italienische Schauspielerin
- Cervik, Karl (1931–2012), österreichisch-deutscher Autor
- Cervik, Sandra (* 1966), österreichische SchauspielerinSandra Cervik (* 1966)

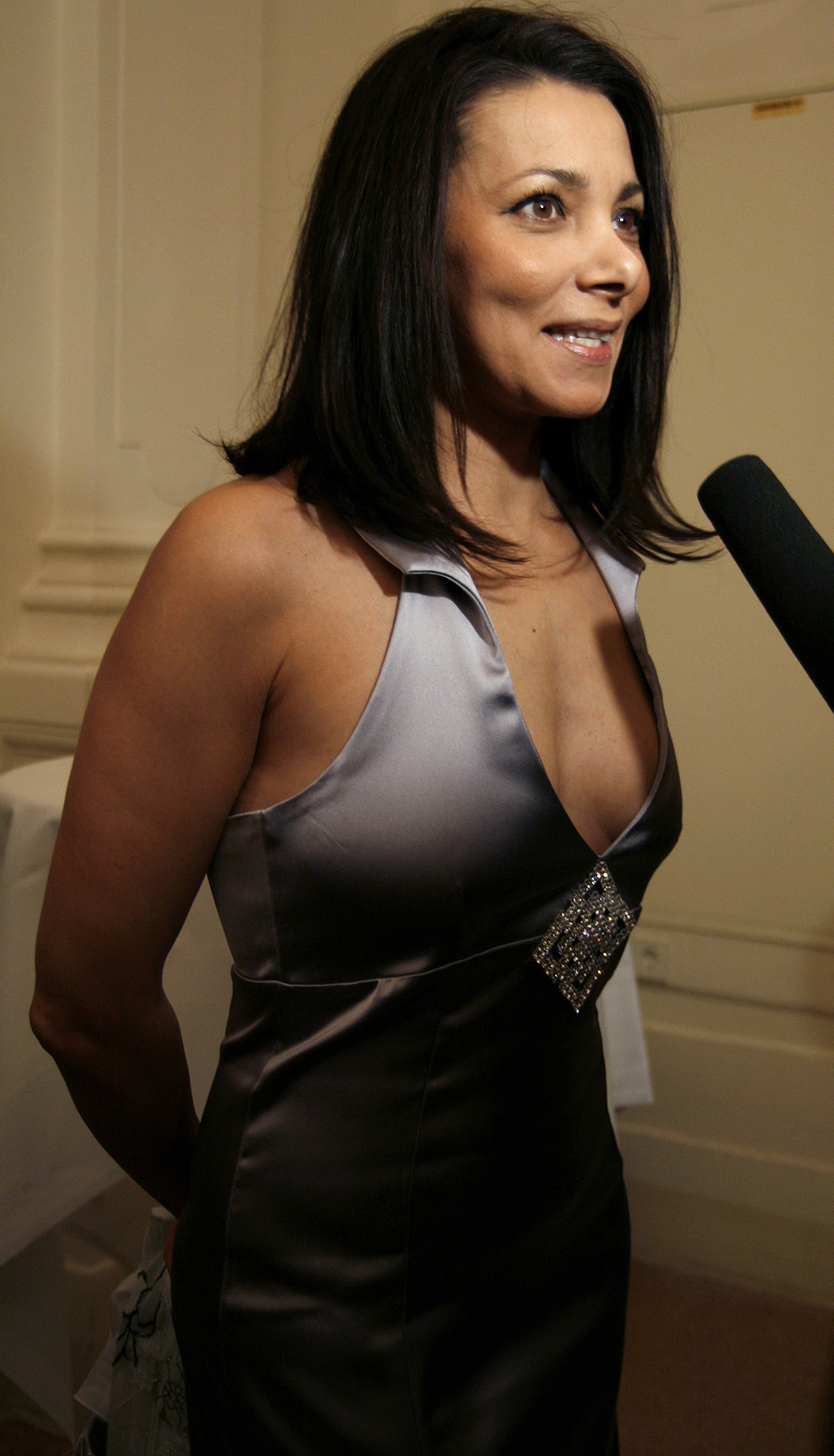
Sandra Cervik (* 1966)

- Cervin, Andreas (1888–1972), schwedischer Turner
- Cervin, Tore (* 1950), schwedischer Fußballspieler
- Červínek, Vojtěch (* 1948), tschechoslowakischer Radrennfahrer
- Červinka, Oldřich (* 1905), tschechoslowakischer Radrennfahrer
- Červinková-Riegrová, Marie (1854–1895), tschechische Schriftstellerin und Librettistin
- Cerviño Cerviño, José (1920–2012), spanischer Geistlicher, römisch-katholischer Bischof von Tui-Vigo
- Cerviño Ruiz, Celia (* 1997), spanische Tennisspielerin
- Cervole, Arnaud de (1300–1366), französischer Brigant
- Cervoni, Jean-Baptiste (1765–1809), französischer General
- Cervós, Joan (* 1998), andorranischer Fußballspieler
- Cervós-Navarro, Jorge (1930–2021), spanischer Neuropathologe

### Cerw
- Cerwenka, Helmut (* 1952), niederösterreichischer Politiker (SPÖ), Landtagsabgeordneter, Mitglied des Bundesrates
- Cerwenka, Peter (1942–2020), österreichischer Verkehrswissenschaftler und Autor
- Cerwinka, Günter (* 1941), österreichischer Historiker